# Nivelační lať

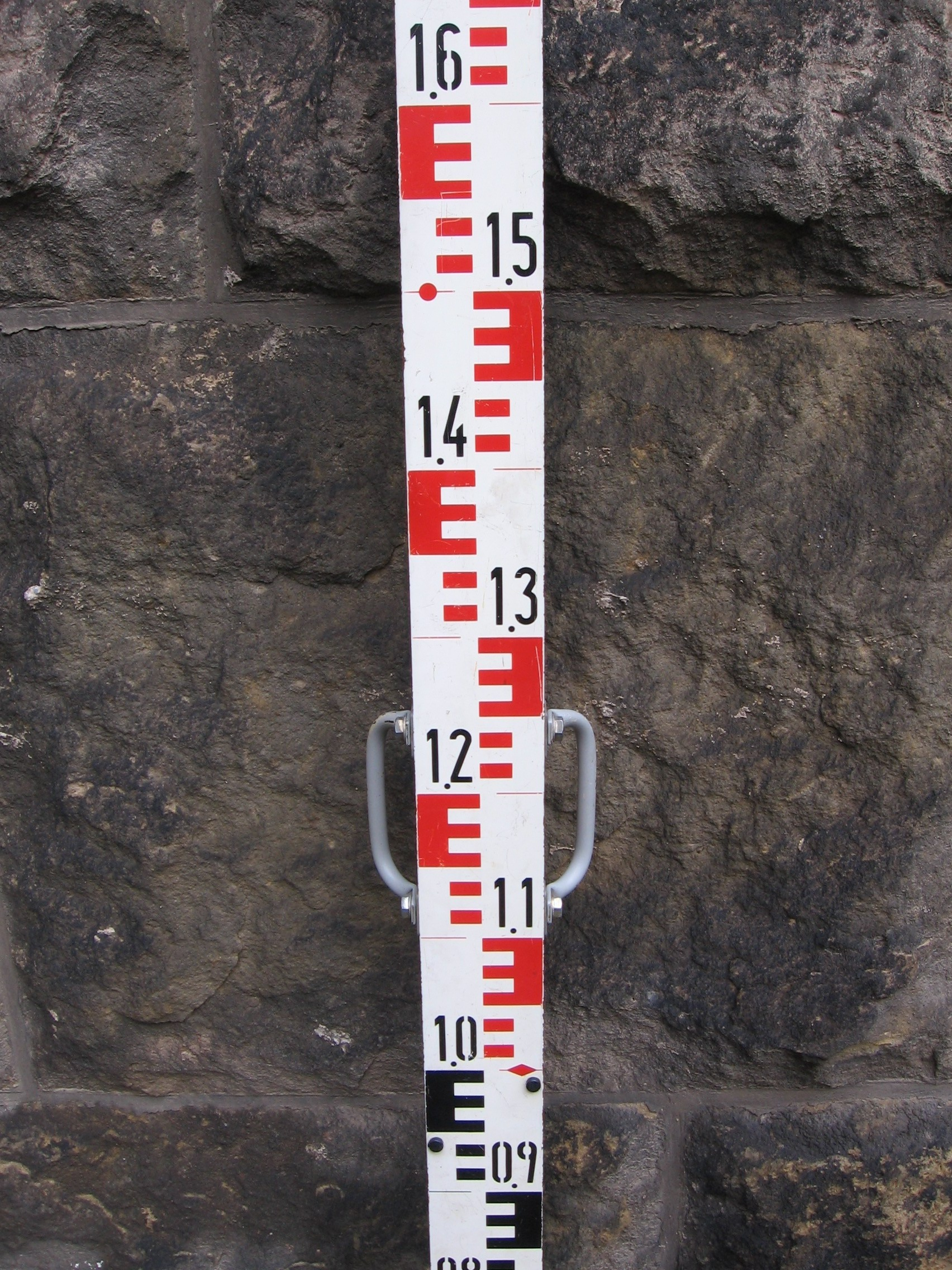
Červeno-černá stupnice nivelační latě

Ukázka zaměření na nivelační lati – čtení je 1,422 m

Nivelační lať je pomůcka používaná při geodetických a dalších měřických pracích. Běžná je hliníková teleskopická nebo skládací lať. Modernější jsou digitální měřické latě s čárovým kódem.